# 内山遥
内山遥（日语：うちやま はるか，1987年7月7日—），日本的AV女優。出身於日本奈良縣。興趣是音樂鑑賞、鋼琴。

## 略歴
- 2009年1月發表AV出道作品『現役大学生アイドルDEBUT 内山遥』。
- 2009年8月在Super Model Media公司發表首部無碼AV作品『S Model 02』。

## 演出

### AV作品
2009年
- 現役大学生アイドルDEBUT 内山遥(2009年1月25日、美)
- 女子高生とセックスするぞ!! 内山遥(2009年2月25日、美)
- 現役大学生のお精子ごっくん。 内山遥(2009年3月25日、美)

### 無碼AV作品
2009年
- S Model 02 : 内山遥（2009年9月15日、Super Model Media）
- S Model 02 : 内山遥 (Blu-ray)（2009年9月15日、Super Model Media）

## 外部連結
- kawaii* 内山遥